# Starkenberg
Starkenberg is een gemeente in de Duitse deelstaat Thüringen, en maakt deel uit van het district Altenburger Land. Met zeven andere gemeenten maakt Starkenberg deel uit van de Verwaltungsgemeinschaft Altenburger Land, een gemeentelijk samenwerkingsverband.
Starkenberg telt 1.865 inwoners.